# Merlin, la quête de l'épée
Merlin, la quête de l'épée est une série de bande dessinée d'heroic fantasy publiée par la maison d'édition française Soleil Productions entre 2005 et 2012.
Écrite par Jean-Luc Istin, dessinée par Nicolas Demare et coloriée par Sandrine Cordurié, il s'agit d'une série dérivée du Merlin d'Istin consacrée plus particulièrement à la quête d'Excalibur.

## Albums
- Merlin : La Quête de l'épée, Soleil Productions, coll. « Soleil Celtic » :

1. Prophétie, 2005  (ISBN 2-84946-157-1)[2].
2. La Forteresse de Kunjir, 2007  (ISBN 978-2-84946-499-1)[3].
3. Swerg le Maudit, 2008  (ISBN 978-2-302-00340-8)[4].
4. Mureas, 2010  (ISBN 978-2-302-01085-7).
5. Les Dames du lac de feu, 2012  (ISBN 978-2-302-02077-1).